# Ewa Białołęcka
Ewa Białołęcka (ur. 14 grudnia 1967 w Elblągu) – polska pisarka fantasy.

## Życiorys
Debiutowała w 1993 roku w Feniksie opowiadaniem Wariatka. Pierwszą książkę – zbiór opowiadań Tkacz Iluzji – wydała w 1997 roku. Na jego kanwie powstała później dwutomowa powieść Naznaczeni błękitem otwierająca cykl Kroniki Drugiego Kręgu. Opowiadania publikowała m.in. w Nowej Fantastyce, Fantasy Click, część z nich została przetłumaczona na czeski, rosyjski, angielski i litewski. Ośmiokrotnie nominowana do Nagrody Zajdla – trzy razy za powieści, pięć za opowiadania – statuetkę zdobyła dwukrotnie, za opowiadania Tkacz Iluzji i Błękit maga.
Pracuje jako redaktorka i tłumaczka z języka rosyjskiego. Członkini grupy literackiej Harda Horda.
Hobbystycznie pisywała fanfiction osadzone w świecie Harry’ego Pottera i Sherlocka. Zajmuje się również tworzeniem witraży.
Mieszka w Gdańsku.

## Nagrody
- 1994 – SFinks dla najlepszego opowiadania za Tkacza Iluzji
- 1994 – Nagroda Fandomu Polskiego im. Janusza A. Zajdla za opowiadanie Tkacz Iluzji
- 1997 – Nagroda Fandomu Polskiego im. Janusza A. Zajdla za opowiadanie Błękit maga
- 1997 – Śląkfa (Nagroda Śląskiego Klubu Fantastyki) w kategorii Twórca Roku

## Twórczość

### Kroniki Drugiego Kręgu
- Tkacz Iluzji (1997), zbiór opowiadań:
  - Tkacz Iluzji
  - Błękit maga
  - Wyspa Szaleńca
  - Jaszczur
  - Drugi krąg
- Naznaczeni błękitem, tom I (2005; 2010-11), Naznaczeni błękitem (2018) – pierwsza część powieściowej wersji zbioru Tkacz Iluzji[3][4][5]
- Naznaczeni błękitem, tom II (2005; 2011), Drugi krąg (2018) – druga część powieściowej wersji zbioru Tkacz Iluzji[3][4][5]
- Kamień na szczycie (2002; 2011)[6][7]
- Piołun i miód (2003; 2011)[3][8]

### Powieści
- Wiedźma.com.pl (2008; 2 wyd. 2010)[3]

### Zbiory opowiadań
- Róża Selerbergu (2006)[9]
  - Róża Selerbergu.
  - Margerytka.
  - Wąż w lelijach.
  - Diabli wzięli.
  - Trick or flageolet.
  - Smok.
  - Kolekcjoner.
  - Pierścień dla bestii.
  - Profesjonalny zabójca smoków.
  - Zabójcy smoków – następna generacja.

### Opowiadania
- Wariatka (1993, Fenix)
- Królobójca (1993, Fenix)
- Jestem Lamia (1994, Fenix)
- Tkacz Iluzji (1994, Nowa Fantastyka)
- Profesjonalizm zabójcy smoków (1995, Złoty Smok)
- Okrąg Pożeraczy Drzew (1995, Nowa Fantastyka)[10]
- Błękit maga (1997, Nowa Fantastyka)
- Usta boga (1997, antologia Trzynaście kotów)
- Niedotykalna (1998, Nowa Fantastyka)
- Nocny Śpiewak (1999, Nowa Fantastyka)[10]
- Subijat (2001, fragment powieści – Portal)
- Smok (2002, Fantasy Click)
- Kolekcjoner (2002, Fantasy Click)
- Pierścień dla bestii (2003, Fantasy Click)[10]
- Szczeniak (2006, antologia Księga smoków)[11]
- Angelidae (2007, antologia A.D.XIII)
- Drzwi Do (2007, antologia Księga strachu)[12]
- Łżer (2009, Nowa Fantastyka)
- Skok na żywca (2009, antologia Bajki dla dorosłych)
- Cudowne źródełko, czyli kryminał hydrauliczny (2010, Nowa Fantastyka)
- Garażowy (2018, antologia Idiota skończony)[13]
- Papierowe wyspy (2019, Fenix Antologia)[13]
- Tylko nie w głowę (2019, antologia Harda Horda)
- Demon w studni (2020, antologia Harde Baśnie)[14]
- Joik dla olbrzyma (2022, antologia Inne nieba)
- Niemartwa (Nowa Fantastyka 2023)
- G...jednorożca (2024, antologia Harde Bestie)

### Przekłady z języka rosyjskiego
Profesjonalny zwierzołak. Andriej Bielanin, Galina Czernaja (Fabryka Słów, 2009)
- Detektyw z Mokrych Psów Galina Czernaja (Science Fiction, 2010)
- Paradoksy młodszego patriarchy. Eleonora Ratkiewicz (Fabryka Słów, 2010)[16]
- Tae Ekkejr! Eleonora Ratkiewicz (Fabryka Słów, 2011)[17]
- Wybór. Aleksandra Ruda (Fabryka Słów, 2012)[18]
- Lare-i-t'ae Eleonora Ratkiewicz (Fabryka Słów, 2012)[19]
- Szczurynki  Olga Gromyko (2015)[20]
- Sztylet rodowy Aleksandra Ruda (Papierowy Księżyc 2016)[21]
- Sztylet ślubny  Aleksandra Ruda (Papierowy Księżyc 2018)
- Ciężko być najmłodszym Ksenia Basztowa, Wiktoria Iwanowa (Papierowy Księżyc 2017)
- Siła złego na jednego Ksenia Basztowa, Wiktoria Iwanowa (Papierowy Księżyc 2019)
- Ziemia niczyja Jan Waletow (Fabryka Słów 2016)[22]
- Dzieci martwej ziemi Jan Waletow (Fabryka Słów 2017)
- Wywrócony świat i inne utwory Arkadij i Boris Strugaccy (Prószyński i S-ka 2022)